# Francisco Javier Jusué Garcés
Francisco Javier Jusué Garcés (Tudela, 30 de novembre de 1979) és un futbolista navarrès, ja retirat, que ocupà la posició de defensa.

## Trajectòria
Va sorgir del planter del CA Osasuna, tot arribant a debutar amb el primer equip a la temporada 96/97, en un partit de Segona Divisió, però no es consolidaria al planter osasunista fins tres anys després. A la campanya 00/01 i amb els navarresos a primera divisió, hi disputa 12 partits, que hi pujarien a 20 a la campanya següent. Sense continuïtat en l'Osasuna, la 02/03 és cedit al Getafe CF i a l'any posterior tan sols apareix 8 minuts amb el Recreativo de Huelva.
A partir del 2004, la carrera de Jusué prossegueix en categories més modestes: la 04/05 la passa a la Cultural Leonesa. Després fitxa pel San Sebastián de los Reyes, on roman dos temporades abans de militar al Logroñés CF. El club riojà va entrar en una dinàmica convulsa que es va resoldre amb la desaparició de l'entitat. El navarrès, llavors s'incorpora al CD Lourdes, de la seua ciutat natal.

## Selecció
Jusué ha estat internacional amb les categories inferiors de la selecció espanyola. El seu major èxit va sobrevindre amb la consecució del Mundial sub-20 de Nigèria, disputat el 1999. En aquell equip hi apareixen noms com Casillas, Xavi, Marchena, Yeste o Colsa, entre d'altres.